# Ӽ
Ӽ (minuskule ӽ) je písmeno cyrilice. Jedná se o variantu písmena Х. Je používáno pouze v itelmenštině a v nivchštině.